# Памятник Виктору Цою (Алма-Ата)
Па́мятник Ви́ктору Цо́ю — памятник в Алма-Ате. Установлен 21 июня 2018 года на улице Тулебаева у пересечения с улицей Кабанбай батыра. Автор скульптуры — выпускник Петербургской академии художеств Матвей Николаевич Макушкин, который также является автором памятника Виктору Цою в Санкт-Петербурге.

## История
Установка памятника планировалась в 2017 году, однако на тот момент сделать этого не удалось. В итоге памятник был установлен годом позже и открыт 21 июня, в день рождения Виктора Цоя. Также установка памятника была приурочена к 30-летию фильма «Игла» (его премьера состоялась в Алма-Ате в сентябре 1988 года). На открытии монумента присутствовали аким города Бауыржан Байбек, гитарист группы «Кино» Юрий Каспарян и звезды казахстанского шоу-бизнеса.
Идея установки памятника принадлежала инициативной группе, в которую вошли жители города и казахстанские предприниматели. На установку памятника было собрано более 100 тысяч долларов. Памятник также спонсировался филиалом «Сбербанка России». Проект включал в себя не только скульптуру, но и впаянные в тротуарную плитку металлические таблички с цитатами из песен Виктора Цоя, некоторые из которых были написаны им в Алма-Ате во время съемок фильма «Игла».
«Целое поколение выросло на этой музыке, она оказала серьёзное влияние. Мы слышим эти произведения до сих пор, они имеют особое звучание и собственную энергетику. (…) Мы очень гостеприимные. Открытый город, город тысячи красок. Творчество Цоя — это тоже одна их тех красок, которая будет украшать наш город. Это будет объект туризма, я думаю. Очень много людей, поклонников этого творчества, этих стихов, этой глубокой поэзии, философии жизни будут приходить сюда». — Бауыржан Байбек

## Описание

Одна из тротуарных табличек с цитатой из песни «Попробуй спеть вместе со мной»

Скульптура выполнена размером в человеческий рост, она стоит на низком постаменте и не возвышается над головами прохожих. Виктор Цой изображен в образе Моро — его персонажа из фильма «Игла». Памятник отлит из бронзы. Моро / Виктор Цой стоит в спокойной расслабленной позе — одной рукой он чиркает зажигалкой, а вторая просунута в карман брюк. В скульптурном образе запечатлена финальная сцена фильма, во время которой Моро даёт прикурить своему будущему убийце. Эта сцена снималась на аллее улицы Тулебаева, которую реконструировали незадолго до открытия памятника: была воссоздана атмосфера Алма-Аты конца 1980-х годов — изготовлены и установлены фонари и чугунные скамьи с урнами в стиле того времени, вдоль аллеи были высажены ели. На табличках, первоначально вмонтированных в тротуар, выгравированы строки из песен группы «Кино» — «Эй, а кто будет петь, если все будут спать», «Но все, что мне нужно, это несколько слов и место для шага вперед», «Перемен, мы ждём перемен», «Смерть стоит того, чтобы жить, а любовь стоит того, чтобы ждать» и др.
С июля по октябрь 2022 года аллея возле памятника была реконструирована по причине того, что произошел износ электрических сетей, тротуарной плитки и газона. На ремонтные работы было потрачено около 20 млн тенге. В рамках реконструкции появилась архитектурная подсветка памятника, были установлены камеры видеонаблюдения и аудиоколонка, из которой планировалось транслировать песни «Кино». Изношенные таблички с цитатами из песен группы были заменены новыми, которые расположены не на тротуаре, а на подставках вдоль аллеи. Также были установлены новые фонари и указатель, которые были изготовлены в Санкт-Петербурге по эскизам, в создании которых участвовал Рашид Нугманов.

## Происшествия
30 мая 2019 года неизвестные лица укрепили на правой руке памятника плакат с надписью «Перемен» и хэштегом QazaqKoktemi, что было воспринято как «креативный политический протест».
В июле 2021 года памятник был сбит трактором при проведении коммунальных работ. Утверждается, что это было сделано случайно. Памятник получил незначительные повреждения и в скором времени был установлен на прежнее место.